# Mégrit
Mégrit [megʁi]  est une commune française située dans le département des Côtes-d'Armor, en région Bretagne.
Ses habitants sont les Mégritiens [megʁisjɛ̃]  et les Mégritiennes.

## Géographie
Mégrit est à dix minutes de deux voies rapides : la RN 12 (donnant accès à Rennes ou Saint-Brieuc) et la RN 176 (vers Dinan et la Normandie).
Dinan est accessible en 20 minutes, Saint-Malo en 30 minutes, Saint-Brieuc en 40 minutes et Rennes en 50 minutes.
Outre le petit commerce local, Mégrit est traditionnellement ancrée dans les zones de chalandise de Broons et de Dinan.

### Site
Le territoire communal se situe essentiellement sur un plateau d'une altitude moyenne d'une centaine de mètres, dominant la vallée de la Rosette au sud ainsi que le lac de Jugon-les-Lacs. Le bourg est à une altitude de 96 mètres.
Le sous-sol est de type granitique, donc majoritairement drainant hormis les zones périphériques du territoire plus humides, ce qui s'explique par des frontières naturelles constituées de cours d'eau (la courte limite nord de la commune exceptée).
Le tertre de Quélaron est l'une des éminences de la commune. Sa nature granitique est exploitée à des fins de transformation en sable de carrière et graviers.
L'occupation du sol se répartit entre zones agricoles et terres arables (80 %), forêts et landes (10 %), prairies (5 %), zones urbanisées (2 %), divers autres (3 %)

### Communes limitrophes
| Jugon-les-Lacs      | Saint-Méloir-des-Bois | Plélan-le-Petit |
| Jugon-les-Lacs Dolo | Mégrit                | Languédias      |
| Sévignac            | Trémeur               | Trédias         |

### Cadre géologique

Carte géologique du Massif armoricain, avec au nord-est le batholite mancellien et ses nombreux plutons de granite cadomien (Lanhélin, Louvigné, Avranches…). Ce batholite dessine une ellipse de 150 km (d'Alençon à la Rance) sur 90 km (de Vitré à Vire).

Mégrit est localisée dans le domaine nord armoricain, dans la partie orientale du Massif armoricain qui est le résultat de trois chaînes de montagne successives. Le site géologique de Mégrit se situe plus précisément dans la massif granitique à biotite et muscovite de Dinan - Bobital, qui recoupe en direction le massif de Lanhélin, pluton faisant partie d'un ensemble plus vaste, le batholite mancellien.
Le « Roux de Mégrit » est une granodiorite appréciée dans les travaux de restauration.

### Hydrographie
Pour un article plus général, voir Réseau hydrographique des Côtes-d'Armor.
La commune est située dans le bassin Loire-Bretagne. Elle est drainée par la Rosette, le Benodais, le Pont Renault et le Vau Dehy,,.
La Rosette, d'une longueur de 31 km, prend sa source dans la commune de Éréac et se jette  dans l'Arguenon à Jugon-les-Lacs, après avoir traversé huit communes.  Les caractéristiques hydrologiques de la Rosette sont données par la station hydrologique située sur la commune. Le débit moyen mensuel est de 0,743 m3/s. Le débit moyen journalier maximum est de 18,5 m3/s, atteint lors de la crue du 7 février 2014. Le débit instantané maximal est quant à lui de 23,2 m3/s, atteint le même jour.
Un plan d'eau complète le réseau hydrographique : l'étang de Jugon, d'une superficie totale de 60,9 ha (0,07 ha sur la commune),.

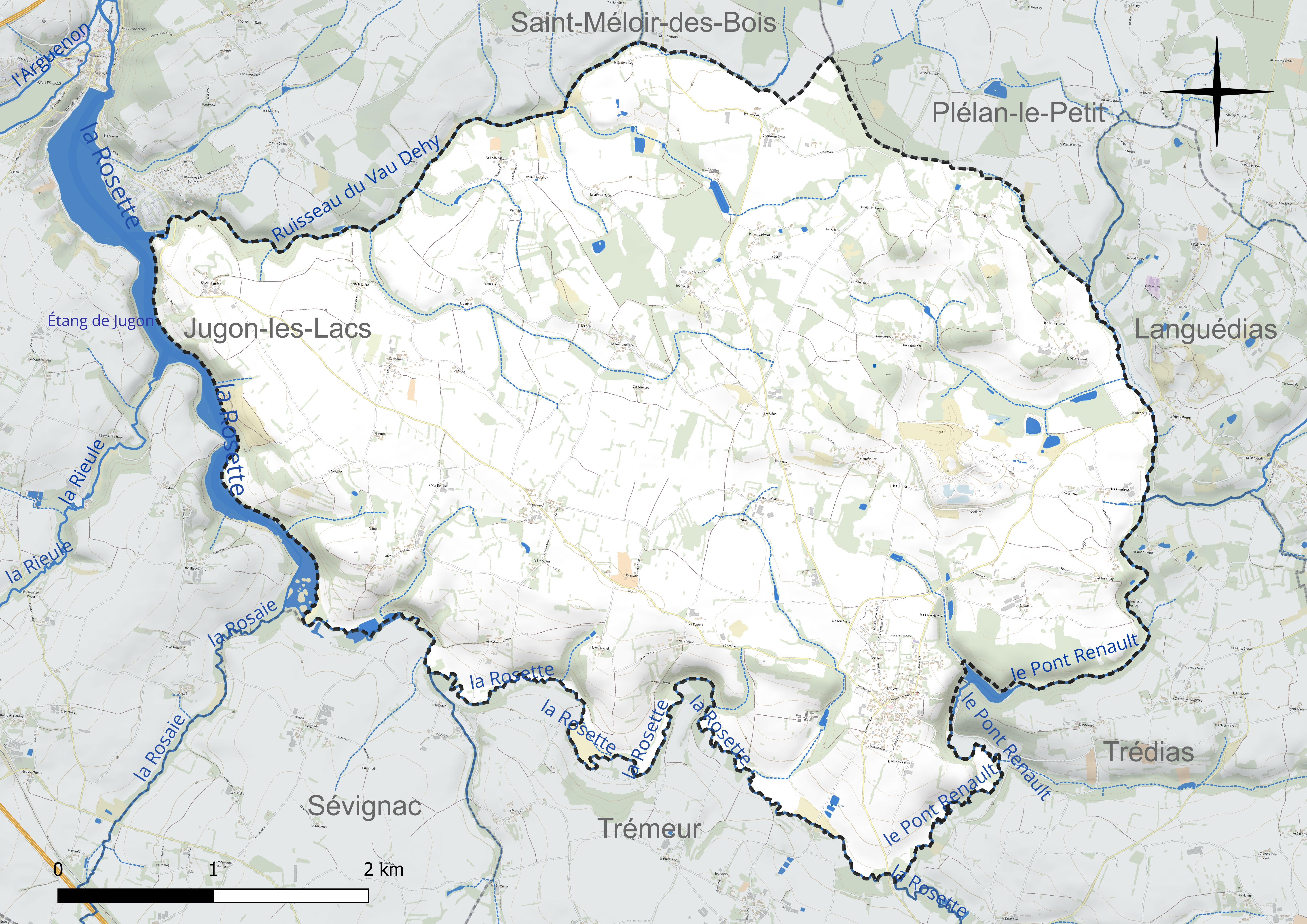
Réseau hydrographique de Mégrit.

### Climat
Pour des articles plus généraux, voir Climat de la Bretagne et Climat des Côtes-d'Armor.
En 2010, le climat de la commune est de type climat océanique franc, selon une étude du CNRS s'appuyant sur une série de données couvrant la période 1971-2000. En 2020, Météo-France publie une typologie des climats de la France métropolitaine dans laquelle la commune est exposée à un climat océanique et est dans la région climatique  Bretagne orientale et méridionale, Pays nantais, Vendée, caractérisée par une faible pluviométrie en été et une bonne insolation. Parallèlement l'observatoire de l'environnement en Bretagne publie en 2020 un zonage climatique de la région Bretagne, s'appuyant sur des données de Météo-France de 2009. La commune est, selon ce zonage, dans la zone « Intérieur », exposée à un climat médian, à dominante océanique.  
Pour la période 1971-2000, la température annuelle moyenne est de 11,3 °C, avec une amplitude thermique annuelle de 12,1 °C. Le cumul annuel moyen de précipitations est de 709 mm, avec 11,9 jours de précipitations en janvier et 6,8 jours en juillet. Pour la période 1991-2020, la température moyenne annuelle observée sur la station météorologique la plus proche, située sur la commune du Quiou à 18 km à vol d'oiseau, est de 11,6 °C et le cumul annuel moyen de précipitations est de 757,4 mm,. Pour l'avenir, les paramètres climatiques de la commune estimés pour 2050 selon différents scénarios d'émission de gaz à effet de serre sont consultables sur un site dédié publié par Météo-France en novembre 2022.

## Urbanisme

### Typologie
Au 1er janvier 2024, Mégrit est catégorisée commune rurale à habitat très dispersé, selon la nouvelle grille communale de densité à 7 niveaux définie par l'Insee en 2022.
Elle est située hors unité urbaine et hors attraction des villes,.

### Occupation des sols
L'occupation des sols de la commune, telle qu'elle ressort de la base de données européenne d’occupation biophysique des sols Corine Land Cover (CLC), est marquée par l'importance des territoires agricoles (85 % en 2018), en diminution par rapport à 1990 (87,6 %). La répartition détaillée en 2018 est la suivante : 
terres arables (43,9 %), zones agricoles hétérogènes (36 %), forêts (9,7 %), prairies (5,1 %), mines, décharges et chantiers (2,3 %), zones urbanisées (1,7 %), milieux à végétation arbustive et/ou herbacée (1,2 %), eaux continentales (0,2 %). L'évolution de l’occupation des sols de la commune et de ses infrastructures peut être observée sur les différentes représentations cartographiques du territoire : la carte de Cassini (XVIIIe siècle), la carte d'état-major (1820-1866) et les cartes ou photos aériennes de l'IGN pour la période actuelle (1950 à aujourd'hui).

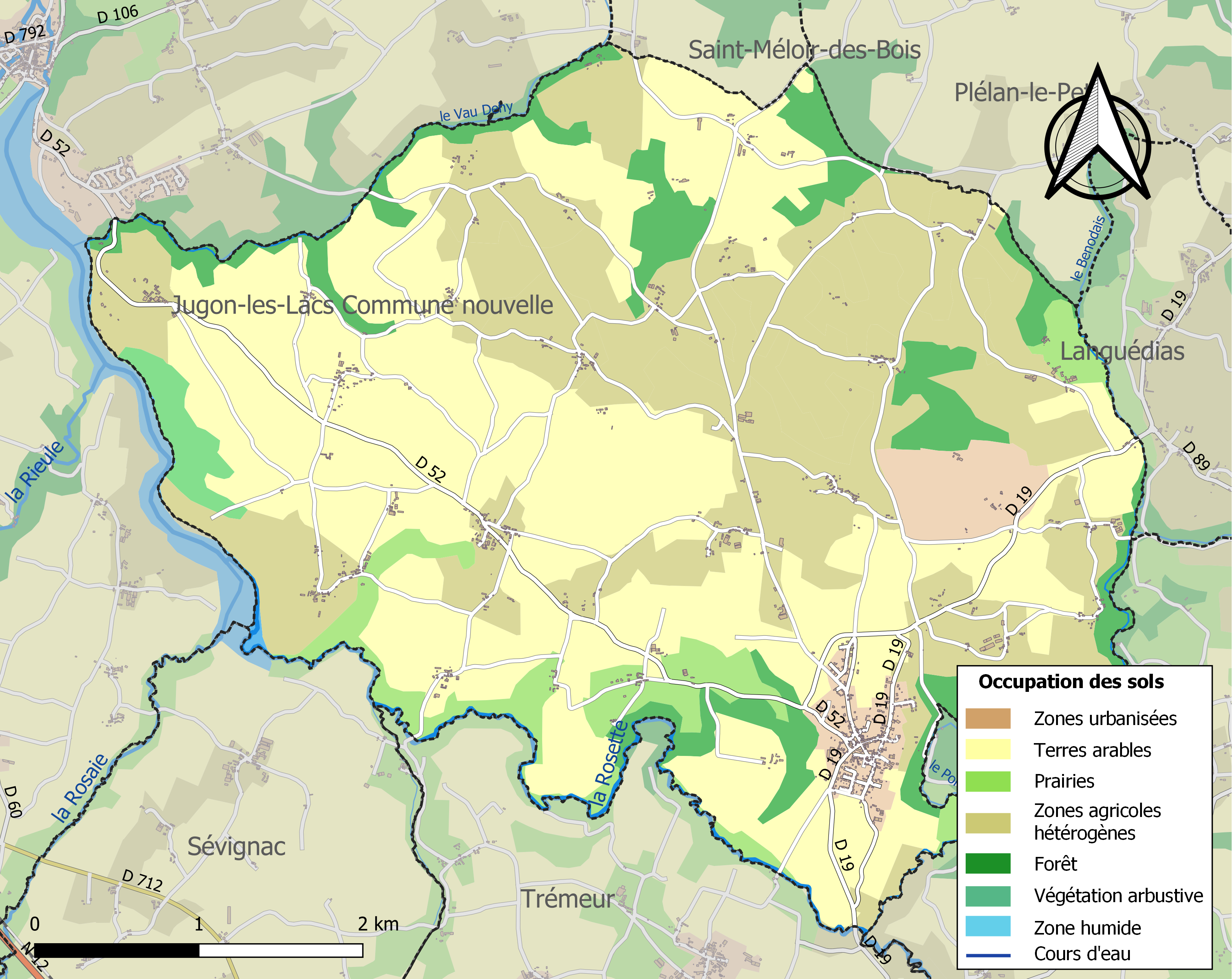
Carte des infrastructures et de l'occupation des sols de la commune en 2018 (CLC).

## Toponymie
Le nom de la localité est attesté sous les formes de Miguerito en 1109, Mignerito au XIIe siècle, Miguerit vers 1110, Miguerit en 1226 et en 1259, Migrit en 1235, Ecclesia de Miguerit vers 1330, Mesgrit au XVe siècle
, Megrit en 1522. Mégrid en breton.
Le nom de Mégrit procède probablement du latin maceria (ruines).
Selon Guillaume Béchard, Mégrit pourrait être issu du breton "maez" signifiant "le champ" et, plus largement, "la campagne". Le second terme "grit" reste obscur.

## Histoire

### Moyen-Âge
Du Moyen-Âge jusqu'à la fin de l'année 1789, l'entité religieuse et administrative était la paroisse. Mégrit était une paroisse du diocèse de Saint-Malo.

### La Révolution française
Le 6 août 1795, des chouans commettent quelques exactions à Mégrit.
Le 28 février 1796, le chanoine de Saint-Brieuc, Paul-Gédéon Rabec, est tué dans sa maison du Val-Martel à Mégrit par les colonnes mobiles (armée du général Hoche).
Par la loi du 14 décembre 1789, Mégrit devient une commune. Elle élit sa première municipalité au début de l'année 1790. En même temps, Mégrit acquiert le statut de chef-lieu de canton jusqu'à l'an X (1801-1802 du calendrier grégorien)

### Le XIXe siècle
La section de Saint-René, jusqu'alors faisant partie de Mégrit, est rattachée à la commune de Languédias (ordonnance du 28 novembre 1834)

### Le XXe siècle
Le Monument aux Morts porte le nom de 79 soldats morts lors des différentes guerres :
- Guerre 1914-1918 : 68 soldats
- Guerre 1939-1945 : 9 soldats
- Guerre d'Algérie : 2 soldats

Yves Guinamant, originaire de Plusquellec, cheminot et résistant, fut assassiné par les Allemands le 3 août 1944.
L'extraction du granite bleu pour la construction est une des activités importantes de la commune jusque dans les années 1960. La concurrence du béton aboutit à l'arrêt de ces petites structures liées au secteur du bâtiment vers les années 1970. Aujourd'hui, l'extraction du granite continue, mais seulement pour la production de sable de carrière et de gravier.

## Héraldique
| Blason | Blasonnement : D'argent à l'épervier essorant de sable armé, becqué, longé et grilleté d'or. |

## Politique et administration
| Période                                  | Période            | Identité                  | Étiquette | Qualité |
| ---------------------------------------- | ------------------ | ------------------------- | --------- | --- |
| Les données manquantes sont à compléter. |                    |                           |           | |
| juillet 1882                             | mai 1892           | Jacques Deschamps         |           | |
| mai 1892                                 | avril 1914 (décès) | Edgar de Broc (1867-1914) | ALP       | Ancien officier de réserve                                                                                                 |
| mai 1914                                 | décembre 1919      | Henri Leclerc             |           | |
| ca. 1922                                 |                    | Alexis Buard              |           | |
| Les données manquantes sont à compléter. |                    |                           |           | |
| 1945                                     | mars 1977          | Jean Lesné (1902-1982)    |           | Maire honoraire |
| mars 1977                                | juin 1995          | Francis Durand            |           | |
| juin 1995                                | mars 2014          | Patrick Boloré            | PS        | Secrétaire général adjoint de la sous-préfecture de Dinan                                                                  |
| mars 2014                                | 27 mai 2020        | Jean Giblaine             | PS        | Directeur régional CER France retraité, ancien 1er adjoint 2e vice-président de la CC du Pays de Du Guesclin (2014 → 2016) |
| 27 mai 2020                              | En cours           | Marie-Jeanne Després      |           | Professeure des écoles |

Appartenant à la communauté de communes du Pays de Du Guesclin jusqu'au 31 décembre 2016, Mégrit est rattaché depuis le 1er janvier 2017 à Dinan Agglomération.

## Démographie
L'évolution du nombre d'habitants est connue à travers les recensements de la population effectués dans la commune depuis 1793. Pour les communes de moins de 10 000 habitants, une enquête de recensement portant sur toute la population est réalisée tous les cinq ans, les populations de référence des années intermédiaires étant quant à elles estimées par interpolation ou extrapolation. Pour la commune, le premier recensement exhaustif entrant dans le cadre du nouveau dispositif a été réalisé en 2006.

En 2022, la commune comptait 809 habitants, en évolution de −0,25 % par rapport à 2016 (Côtes-d'Armor : +1,78 %, France hors Mayotte : +2,11 %).
| 1793  | 1800  | 1806  | 1821  | 1831  | 1836  | 1841  | 1846  | 1851  |
| ----- | ----- | ----- | ----- | ----- | ----- | ----- | ----- | ----- |
| 1 459 | 1 457 | 1 608 | 1 556 | 1 623 | 1 314 | 1 308 | 1 233 | 1 340 |

| 1856  | 1861  | 1866  | 1872  | 1876  | 1881  | 1886  | 1891  | 1896  |
| ----- | ----- | ----- | ----- | ----- | ----- | ----- | ----- | ----- |
| 1 352 | 1 301 | 1 341 | 1 297 | 1 364 | 1 415 | 1 416 | 1 463 | 1 419 |

| 1901  | 1906  | 1911  | 1921  | 1926  | 1931  | 1936 | 1946 | 1954 |
| ----- | ----- | ----- | ----- | ----- | ----- | ---- | ---- | ---- |
| 1 311 | 1 333 | 1 266 | 1 135 | 1 089 | 1 031 | 985  | 876  | 847  |

| 1962 | 1968 | 1975 | 1982 | 1990 | 1999 | 2006 | 2011 | 2016 |
| ---- | ---- | ---- | ---- | ---- | ---- | ---- | ---- | ---- |
| 827  | 776  | 721  | 702  | 654  | 645  | 692  | 770  | 811  |

| 2021 | 2022 | - | - | - | - | - | - | - |
| ---- | ---- | - | - | - | - | - | - | - |
| 818  | 809  | - | - | - | - | - | - | - |

## Lieux et monuments

### Édifices
- L'ossuaire du cimetière (XVIIe siècle) : inscrit à l'inventaire supplémentaire des Monuments Historiques[28]
- L’église Saint-Pierre-et-Saint-Paul (XIVe siècle), restaurée en 1784 et 1823.
- Le manoir du Val-Martel (XVIe siècle).
- Le manoir de Kergu, (XVIIIe siècle).
- Le manoir des Clos (XVIIe siècle).
- Le manoir de Bonan (XVIIe siècle).
- Le manoir du Placis (XVIIe siècle).
- Le manoir du Pingy,
- Le manoir du Francoeur (XVIIe siècle)[36]
- Le presbytère (XVIIIe-XIXe siècle).
- La maison du notaire (XVIIe siècle).
- Une maison du village de Francoeur (1775).
- Trois moulins : le moulin à vent de Locriac et les moulins à eau de la Burie et du Val-Martel.

### Croix
- Le calvaire de Saint-Maudez (XVe siècle - 1781) : les quatre faces du piédestal sont ornées de bas-reliefs plus anciens représentant des personnages ou animaux ailés, peut-être celtiques[37].
- La croix de Leumé de la route de Jugon (XVe siècle),
- La croix de Queslain (Haut Moyen-Âge),
- La croix Verte (Haut Moyen-Âge),
- La croix de la Ville-es-Rays
- La croix située près de l’église.

#### À signaler aussi
- Le tertre de Kerlaron ou Quélaron.
- La tombe de l’abbé de Rabec (XVIIIe siècle).

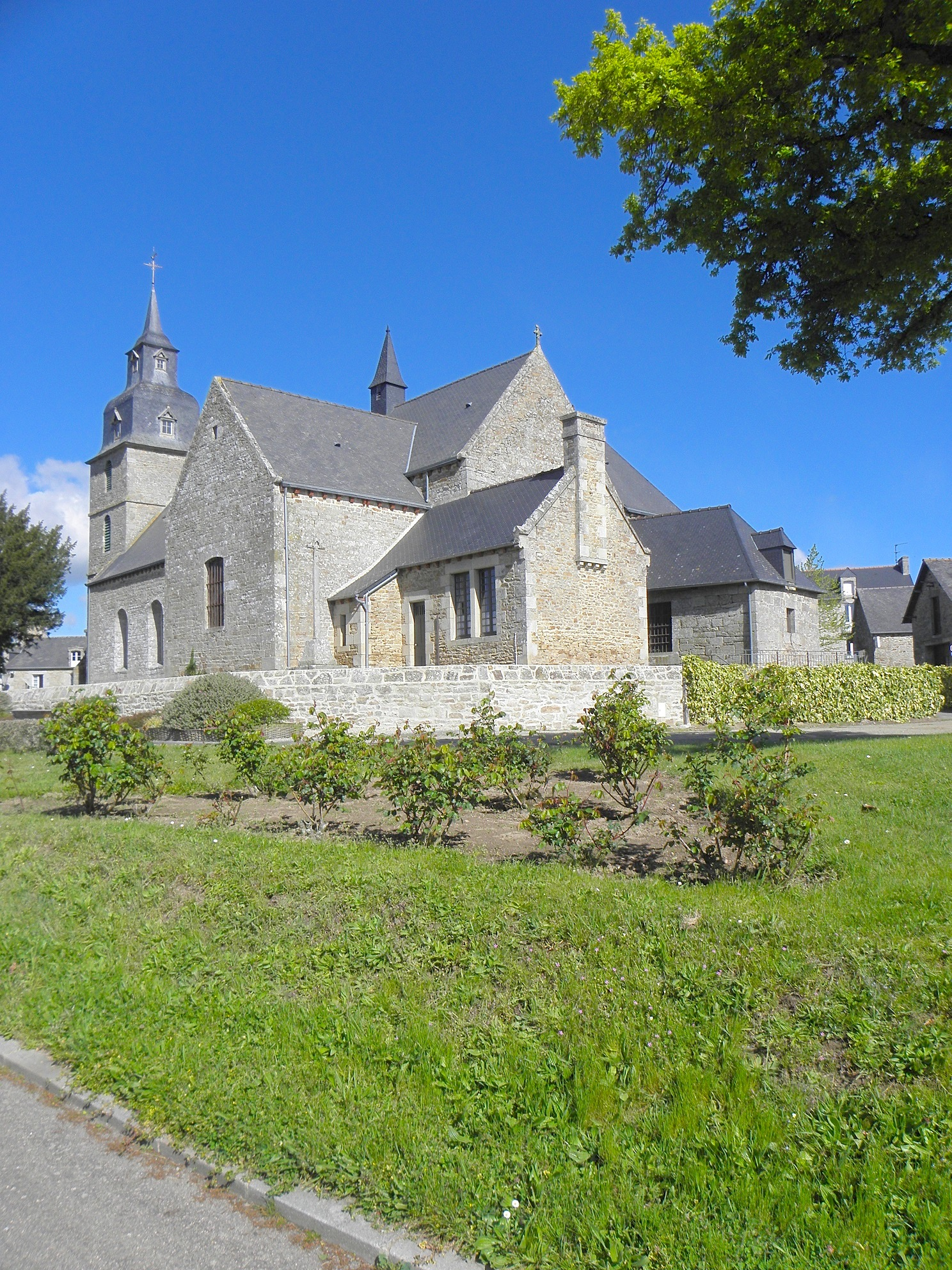
L'église saint-Pierre et Saint-Paul.
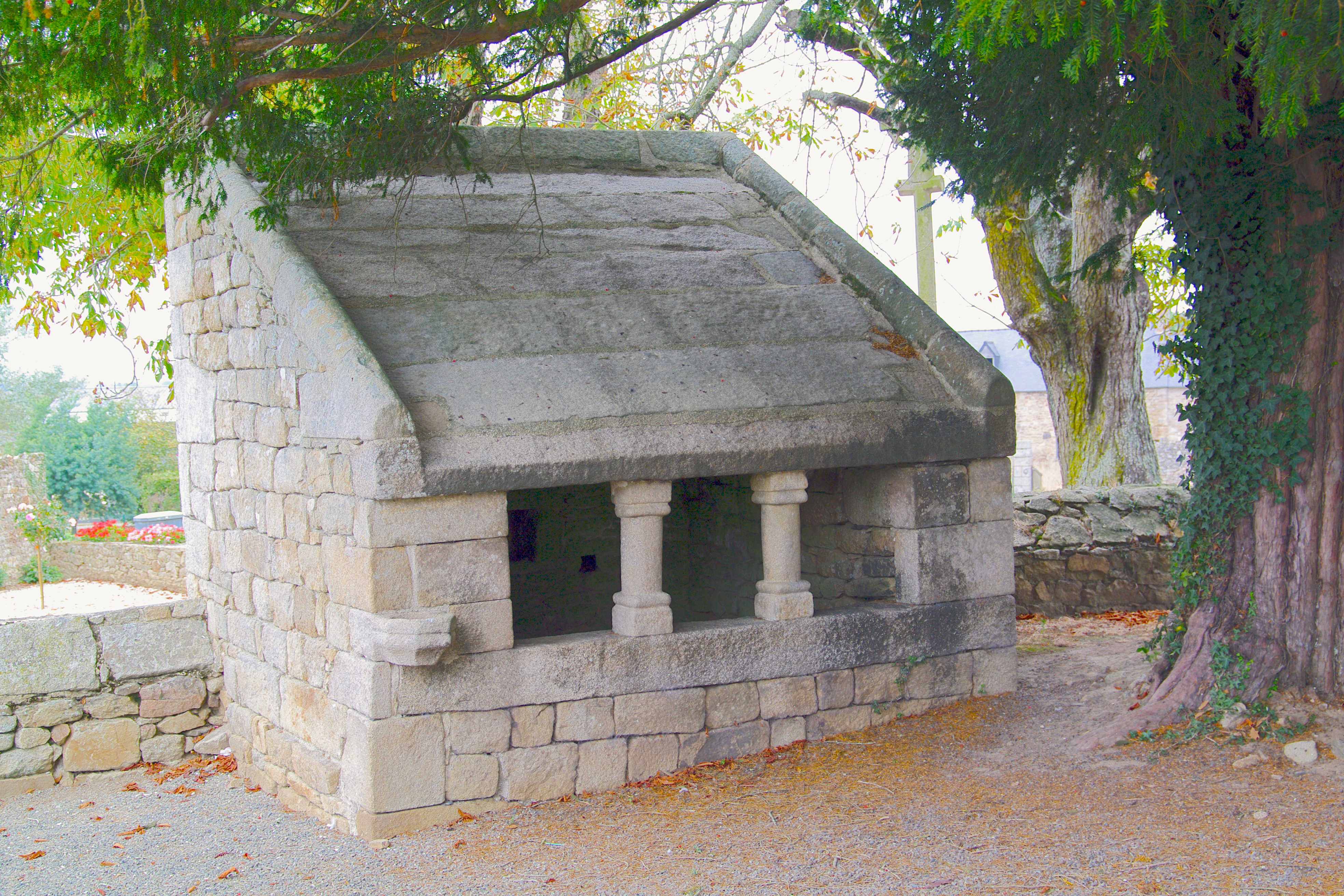
L'ossuaire.
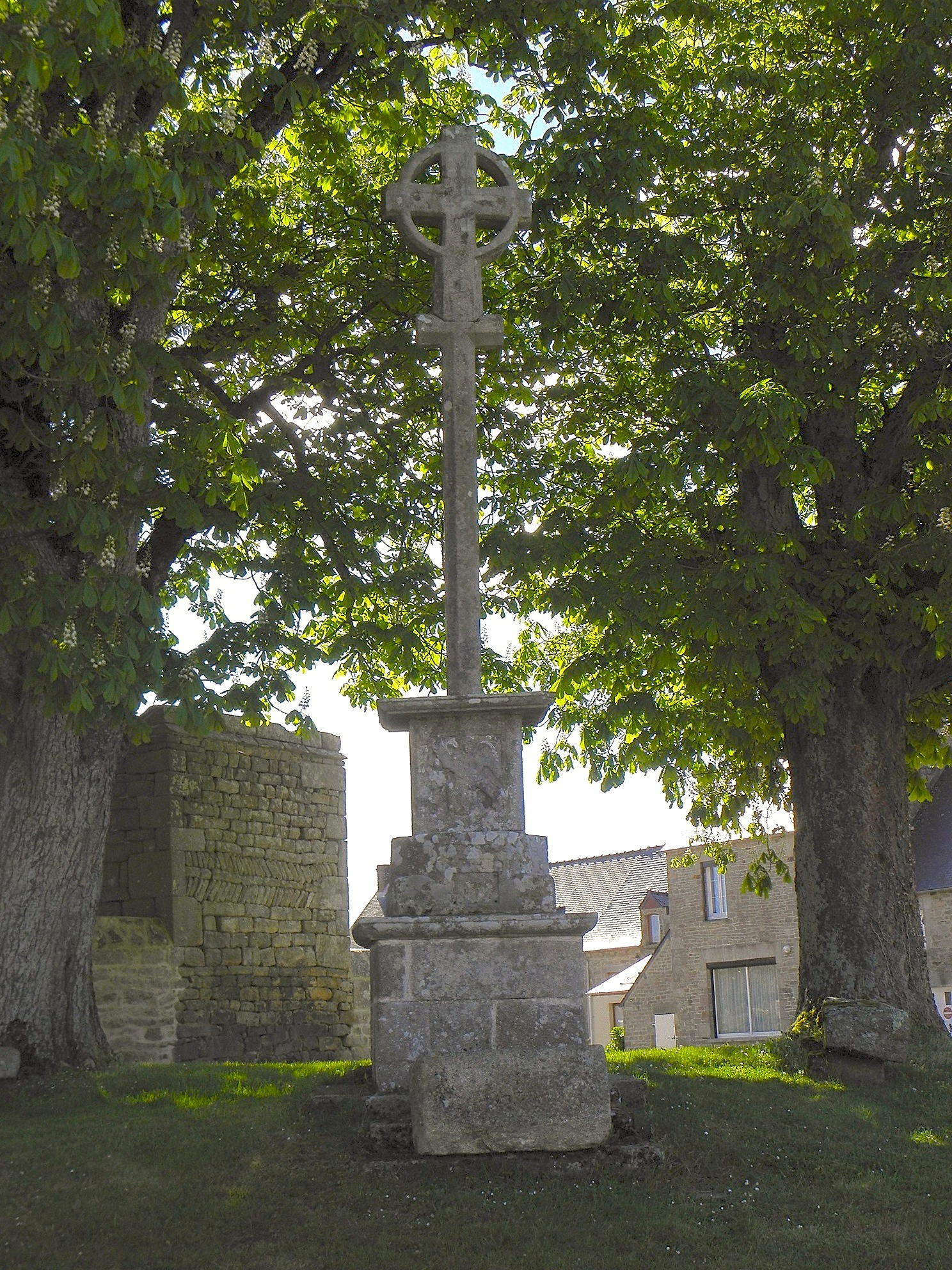
Le calvaire de Saint-Maudez.
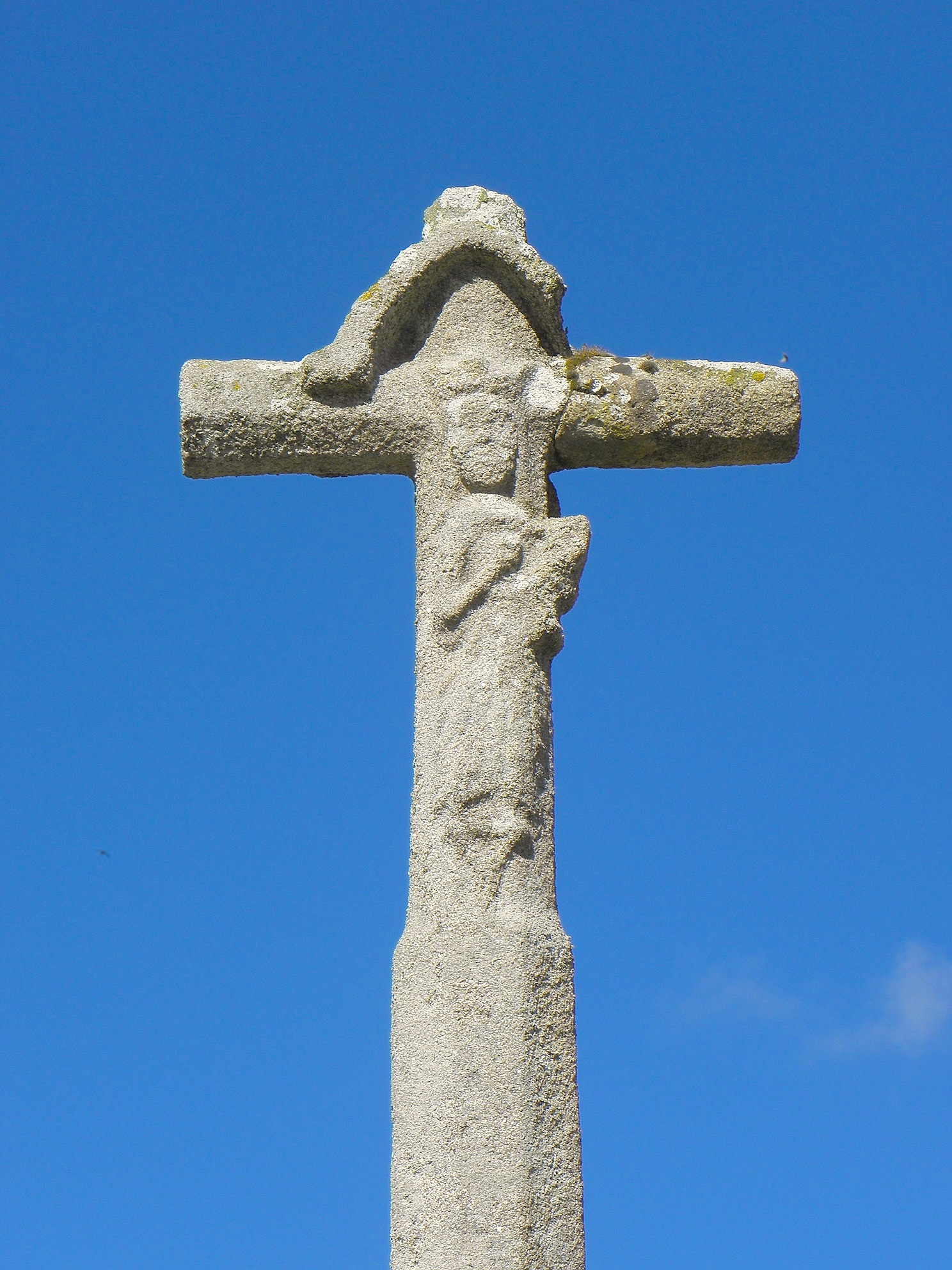
La croix de cimetière.

## Personnalités liées à la commune
- Émile Poilvé (1903-1962), lutteur, champion olympique en 1936, est né à Mégrit.